# Armenisches Reformpaket

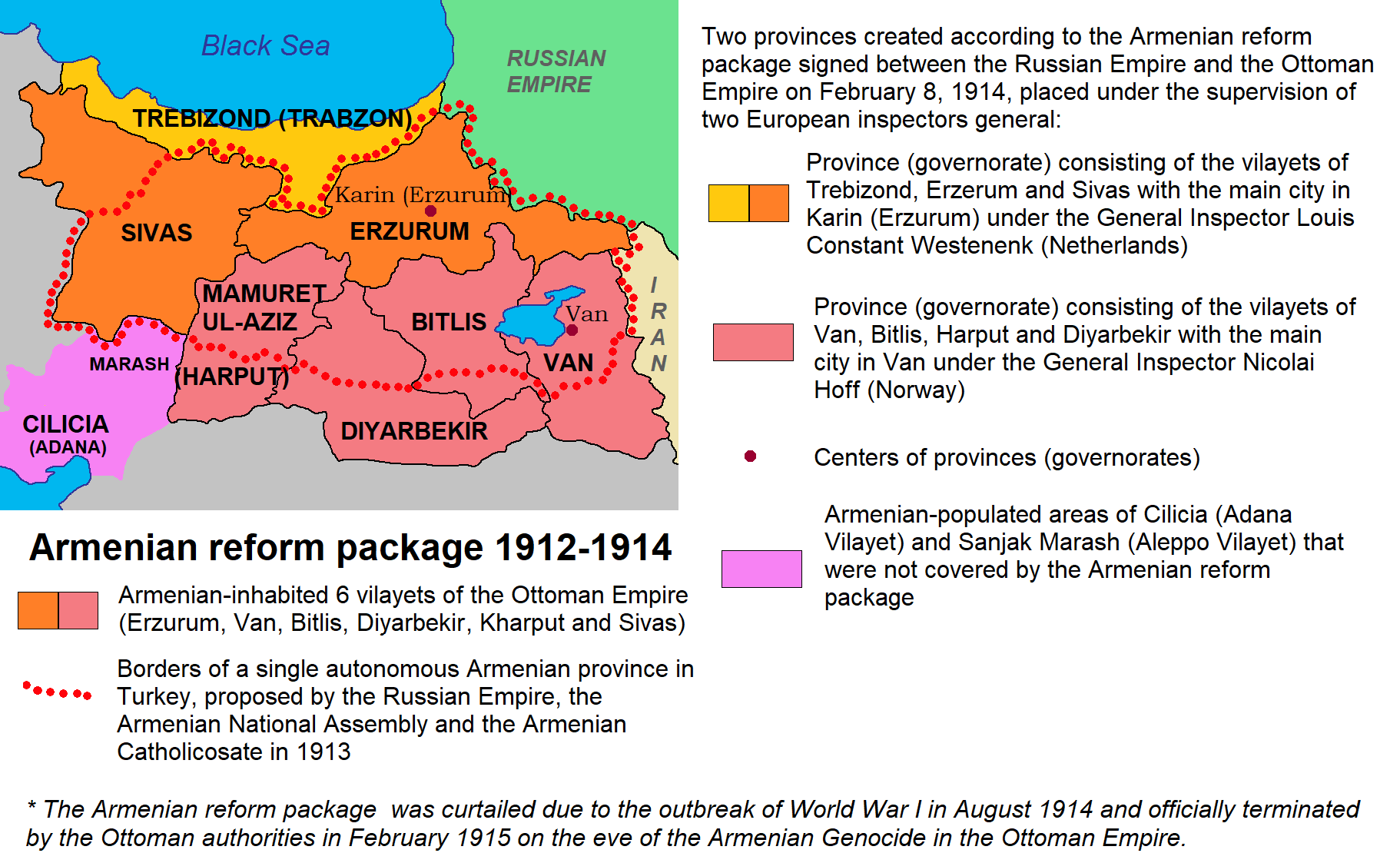
Der Reformplan für Türkisch-Armenien 1914

Das Armenische Reformpaket war ein Reformplan, das 1912 bis 1914 von den europäischen Mächten vorgeschlagen wurde, um der „hoffnungslosen Situation“ der „geschundenen Armenier“ im Osmanischen Reich ein Ende zu setzen.
Dieser Reformplan sah die Gründung von zwei Provinzen in Türkisch-Armenien (Westarmenien) unter Beaufsichtigung von zwei europäischen Generalinspektoren, die zur Beobachtung von armenischen Angelegenheiten ernannt wurden, vor. Die Generalinspektoren würden die höchste Position in den sechs östlichen Vilâyets (Provinzen), wo der Großteil der armenischen Bevölkerung lebte, innehaben. Sie würden jeweils in Erzurum (Karin) und Van residieren. Das Reformpaket wurde vom Osmanischen Reich am 8. Februar 1914 per Gesetz umgesetzt, allerdings bereits am 16. Dezember 1914, kurz nach dem Eintritt der Türkei in den Ersten Weltkrieg, abgeschafft.

## Hintergrund
Die Balkankriege stellten eine Chance für die Wiederbelebung der neuen Pläne zur Verbesserung der Bedingungen, unter denen die Osmanischen Armenier leben mussten, dar. Die Franzosen, Briten und Italiener waren bestrebt, den deutschen Einfluss in Osmanischen Reich zu begrenzen, während die russische Regierung das Katholikat von Armenien ermutigte, über den Vizekönig des Kaukasus die kaiserlich-osmanische Regierung zugunsten einer Intervention für Reformen in den armenisch bevölkerten Vilâyets anzusprechen. Dieses Projekt wurde vorbereitet von André Mandelstam, dem Dragoman an der Russischen Botschaft in Konstantinopel, sowie von Vertretern der Armenischen Nationalversammlung. Es wurde in Konstantinopel ausdiskutiert und bei einem Treffen der Botschafter Frankreichs, Großbritanniens und Italiens endgültig beschlossen. Das Projekt schlug die Bildung einer einzigen Provinz aus den sechs Vilâyets Vilâyet Erzurum, Van, Bitlis, Diyarbakır, Mamûretül-Aziz (Elâzığ, Kharpert) und Sivas unter einem Generalgouverneur vor, der entweder ein osmanischer Christ oder Europäer sein musste. Dieser Generalgouverneur sollte von den Großmächten für eine Dauer von fünf Jahren ernannt werden. Deutschland lehnte das Projekt ab und hatte Erfolg mit der Durchsetzung von signifikanten Änderungen am Reformpaket; dazu zählte unter anderem die Aufteilung der Region in zwei Provinzen statt einer.

## Plan
Das Armenische Reformpaket wurde am 8. Februar 1914 vom Osmanischen Reich – vertreten vom Großwesir Said Halim Pascha – und Russland unterzeichnet. Durch dieses Reformpaket sollte die Armenierfrage gelöst werden.
Louis C. Westenenk, ein Verwaltungsbeamter für Niederländisch-Indien und Major Hoff, ein Major in der Norwegischen Armee, wurden zu den ersten beiden Generalinspektoren gewählt. Hoff war in Van, als der Krieg ausbrach, während Westenenk sich für die Abreise zu seinem Posten in Erzurum vorbereitete.
Beim Kongress von Erzurum wurde den Armeniern von der Osmanischen Regierung noch weiter reichende Autonomie versprochen. Nach der Abschaffung des Reformpakets am 16. Dezember 1914 allerdings kam es im nächsten Jahr zum Völkermord an den Armeniern.